# 아오노 다케시 (성우)
아오노 다케시(青野 武, 1936년 6월 19일~2012년 4월 9일 ）는 일본의 남자 배우이자, 성우이다.

## 후임
여기서부터 2010년 5월부터 해리성 대독맥류 수술을 하기 위해 병원에 입원했다. 그러나 병이 길어져 성우업은 중단된 상태고 기존에 맡았던 배역은 교체되었다.
- 시마다 빈：『지비 마루코짱』（할아버지（사쿠라의 할아버지）역）、『드래곤볼 카이』（신）
- 가케가와 하루히코：『ONE PIECE』（쥬라큘 미호크（매의 눈의 미호크）역）
- 이와사키 히로시 ：『화려한 페텐사들』（안슈·모건 역）

## 출연작품

### TV 애니메이션
1965년
- 슈퍼 젯타(우주인 X)

1968년
- 타야케 반장(쇼노스케, 미요시)

1970년
- 하쿠하츠 다이치(쿠도)

1971년
- 애니멘타리 결단

1972년
- 데빌맨(요수 파이젤)

1973년
- 과학닌자대 갓챠맨
- 공수도 바보일대(쿠로키)

1974년
- 우주전함 야마토(사나다 시로,모리의 아버지,바보,타란))
- 국제경찰 포리마 (구루마 죠)

1975년
- 아라비안 나이트 이야기 신밧트의 모험(파란의 대마왕)

1976년
- 원조천재 바보본

1977년
- 루팡3세(TV 제2시리즈)(피터·야곱,글레고알르 3세)

1978년
- 집 없는 아이(제롬 밸브란)
- 우주전함 야마토2(사나다 시로)
- 우주마신 다이켄고 (로보레온)
- 무적함인 타이탄(솔저송)
- 얏타맨(욘큐)

1979년
- 우주전함 야마토3(사나다 시로)
- 더☆올트라맨(올트라족의 남자A)
- 원탁의 기사 이야기 타올라라 아서(헤스텐)
- 시튼 동물기 다람쥐 배너(아카쵸)
- 미래로보 달타니어스(단아의 아버지)

1980년
- 우주전사 발디오스 (제오 가틀러)
- 은하철도999(사령관)※97화
- 닐스의 신비한 여행(윈도·래쉬)

1981년
- 우루세이 야츠라(PC 외)
- 대쉬 캇페이(오히카리 캡틴)
- 철완아톰 (애니메이션 제2작)(케찹(제16화),은하수 박사(제41화))
- 육신합체 갓마즈(미우진 박사)

1982년
- 과학구조대 테크노 보이저(그란·한센)
- 역전 이파츠맨(나카시마 영업부원)※제19화
- 태양소년 에스테반 (페드로와 산쵸)
- 파타리로 (위병대장)

1983년
- 사랑해 나이트 (야에코의 아버지)
- 은하질풍 사스라이거 (빌,빈센트·쇼)
- 만화 일본사(시바 요시마사, 아시카가 요시마치, 오다 노부나가)

1984년
- 북두의 권(리하쿠)
- 꿈전사 윙맨(교장)
- 루팡3세 PartIII(가브,토니·락키노 외)

1985년
- 게게게의 키타로(제3작) (누라리횬 외)
- 닌자전사 도비카게(하자드 바샤)

1986년
- 울트라맨 키즈의 속담 이야기(크로제 선생님)
- 명견실버 (붉은 벚꽃)
- 드래곤 볼(무라사키 상사,은각,신님/시)
- 하이스쿨!기면조(선원청열)

1987년
- 붉은광탄 질리온(케리)
- 세기말 구세주전설 북두의 권2(리파크)
- 드래곤 볼 (피콜로 대마왕)
- 빅쿠리맨(수퍼 데빌)

1988년
- 맛의 달인
- 키테레츠 대백과 (구마다 구마하치)
- 헬로!레이디 린（레인 놀즈）

1989년
- 수박군(타나베 역무원 , 부장 외)
- 정글 대제(라우로)※제8화
- 날아라 앙팡맨(하라카이 남작,도너츠맨)
- 싸워라!초 로봇생명체 트랜스포머V (데스자라스)
- 친푸이(데브라·무)
- 드래곤 퀘스트(르드르프 장군)
- 드래곤볼Z（신님、피콜로 대마왕（제54화））
- 신 빅쿠리맨 (수퍼 데빌)
- 란마1/2 열투편 (도박왕K)

1990년
- NG기사 라무네&40(Dr. 포왓트)※제9화
- 줄거운 무밍가족(해적）
- 매지컬 다루루토군(나니와 마쓰고로)
- 불타라 아타로(제2기)
- 삼목동자（고블린）
- 사이버시티 오에도 808(데이브 쿠로카와)
- 나 홀로 집에 (해리 라임 조 페시)

1991년
- 울트라 맨 키즈 어머니를 찾아서 3000만광년(그로져 선생님)
- 시티헌터91(괴한)※제5·6화
- 즐거운 무밍가족 모험일기(대장)
- DRAGON QUEST-타이의 대모험-(하드라)
- 웃는 세일즈맨

1992년
- 어이!류마(사카모토 핫페이)
- 크레용 신짱(블랙 메케메케(X·Y·Z)(삼역)·키르기로스 대통령,나레이션 외)
- 초전동로보 철인28호FX(프랑켄 박사,트랜실버니아 백작)
- 히메짱의 리본(쿠모조)
- 그린 레전드 란(키바)

1993년
- 검용전설YAIBA(마츠오 바쇼)
- GS미카미(마귀군)

1994년
- 기동무투전G건담(파트맨)

1995년
- 공상과학세계 걸리버보이(바바 토스카니,머신)
- 내 남자친구 이야기(스나미 노리지)
- 치비 마루코짱 제2기(사쿠라의 할아버지(대역))※제2기는 1995년 8월부터 담당
- 천지무용!(마사키 카츠히토,마사키 노부유키)

1996년
- 게게게의 키타로(제4작)(이쥬인 주타로,집사,미타카 마츠조우,박사 외)
- 지옥선생 누~베~(그림자푸념,야마오로시)
- 체포하겠어(나카지마 다이마루)
- 초자 라이딘(비트라)
- 닌타마 란타로(미즈다 이쓰키)
- 츠요시 정신차려(류조)
- 명탐정 코난(사사가이 노부이치)

1997년
- 김전일 소년의 사건부(이와타 에이사쿠)
- 신 천지무용(마사키 가쓰히토,마사키 노부유키)
- 닥터 슬럼프(리메이크판)(안코로모치)
- HAUNTED정션(이사장)

1998년
- 시공천조 나스카
- 성방무협 아웃로스타(구엔·칸)
- 센티멘탈 져니(10화 나레이션)
- MASTER키튼
- 유희왕 (무토우 스고로쿠)
- 카우보이 비밥(두한)
- 트라이건(스탄)

1999년
- 교료짱(교로의 할아버지)
- THE빅오(단디·와이즈)

2000년
- 이누야샤
- 김전일 소년의 사건부
- 승부사 전설 데쓰야(나레이션)
- 닌타마 란타로(우는 남자)
- 마슈란보(라란 큐라스)
- 원피스(쥬라큘 미호크, 워프·스랍(2대역))

2001년
- 샤먼킹
- 파사거성 G 단가이오(요나미네 사령관)
- 신 체포하겠어(나카지마 다이마루)

2002년
- 아베노바시 마법☆상점가(지이)
- NARUTO -나루토-(타스나)
- 파뇨파뇨 디지캐럿(산타크로스)

2003년
- 아가사 크리스티의 명탐정 포와로와 마플(구란시이)
- 아스트로 보이 철완아톰(미니 미니)
- 교고쿠 나쓰히코 항간에 떠도는 100가지 이야기(하루페이)
- 은하철도 이야기(포인트맨)
- D·N·Angel (니와 다이키)
- FIRESTORM (척 모건)
- 풀 메탈 패닉? 후못후(오누키 젠지)
- 보보보-보 보-보보(소멘 늙은 스승 , 마구로 스승)

2004년
- 아쿠아키즈 (비코)
- 오지마루군(멘마 대왕)
- GIRLS브라보 first season(어원)
- ZOIDS FUZORS(피아즈 박사)
- 블랙잭(도가쿠시 선생님 외)
- 유희왕 듀얼몬스터즈GX
- 따끈따끈 제빵!
- 몽키턴(도구치 다케오)
- MONSTER(파이트 마이어)
- 루팡3세 도둑맞은 루팡~모방자는 한 여름의 나비(브라이언·머피)

2005년
- IGPX（이치）
- 격투미신 우롱,격투미신 우롱 REBIRTH(마오 훙)
- 갤러리 페이크(시모다 츠페이)
- 교향시편 유레카(엑셀·서스톤)
- 투구벌레 왕자 무시킹~숲의 백성의 전설(지지)
- 사나다 십용사 the Animation(혼다 나카쓰카사 다이스케 다다카쓰)
- 바질리스크~코우가인법첩~ (아즈키 로우사이)
- 무사시(우로수)
- 록맨에그제BEAST（히카리 다다시)

2006년
- 키라링☆레볼루션(히와타시가 집사)
- 은혼(히라가 겐가이)
- 스즈미야 하루히의 우울(관리인)
- 제로의 사역마(울트 오스만)
- D.Gray-man (북맨)
- 신(해피☆럭키)빅쿠리맨(토끼(슈퍼 데빌))
- 펌프킨 시저스 (할아범)

2007년
- 엘 카자드(로베스)
- CLANNAD -클라나드-(고무라 도시오)
- 게게게의 키타로(제5작)(메라이 할아범)
- 제로의 사역마 ~쌍월의 기사~(울트 오스만)
- 모노노케 (애니메이션) (오사와 로보우)

2008년
- CLANNAD 〜AFTER STORY〜고무라 도시오)
- 제로의 사역마~삼미회의 윤무~(울트 오스만)
- 망성대리인(로신)
- 네기파우스의 아사타로(요시 무관,산초의 로쿠에몬)
- 비밀〜The Revelation〜(슈베르트 교수)
- 마법사에게 소중한 것 ~여름의 하늘~(사토 쓰네요시)
- 월드 디스트럭션〜세계 박멸의6인〜(조우사)
- 나쓰메 우인장 (쓰유카미 - 露神)

2009년
- 괴담 레스토랑(사신 장로)
- 카와의 빛(할아버지 네스미)
- 고르고13(킥카스)
- 도쿄 메그니튜드8.0(후루이치 마사시)
- 드래곤 볼 카이 (신, 피콜로 대마왕(25화의 화상))
- P☆STAR（토메지이）

2010년
- NHK 하이비젼 특집 키타로「행복을 찾아 여행 100년〜토오노지방 민간전승의 기록화〜」
- 괴담 레스토랑(사직)
- 마리&카리ver.2.0(다빈치)

### 극장용 애니메이션
1983년
- 고르고 13(파블로)

1989년
- 위대한 명탐정 바실(바실)

1996년
- 천지무용 in LOVE(마사키 카즈히토)

1997년
- 천지무용 한 여름의 이브(마사키 노부유키)

2004년
- 라이온 킹 3(맥스)

2005년
- 극장판 포켓몬스터 AG: 뮤와 파동의 용사 루카리오(방크스)

### OVA
- 대운동회 OVA(제라드 팩스톤)
- 자이언트 로보(잇세이)
- 철완 버디(야마자키)
- 은하영웅전설(무라이)
- 마계도시 신주쿠(정보상)
- 파이어 엠블렘(가네프)

### 게임
- 록맨 X6 (아이조크, 그라운드 스카라비치)